# Joan el Sense Fe
Joan el Sense Fe o el Gran, anomenat també Joan II d'Aragó, Joan II de Catalunya-Aragó, Joan I de Sicília i Joan II de Navarra (Medina del Campo, 1398 - Barcelona, 1479), fou rei d'Aragó, de València, de Mallorca (1458-1479), de Sicília (1458-1468) i de Navarra (1425-1479); duc de Montblanc (1412-1458) i de Gandia (1433-1439 i 1461-1479); comte de Barcelona (1458-1479) i de Ribagorça (1425-1458).

## Orígens familiars
Fill segon de Ferran I d'Aragó, dit el d'Antequera, el primer sobirà del Casal de Trastàmara a la Corona d'Aragó, i de la seva muller Elionor d'Alburquerque. En pujar al tron el seu pare, li concedí el títol de Duc de Montblanc. Fou germà d'Alfons el Magnànim, al qual succeí a la seva mort.

## Matrimoni i descendents
El 6 de novembre de 1419 es casà per poders a Olite, i el 10 de juny de 1420 ho feu en persona a la catedral de Pamplona amb Blanca I de Navarra, filla de Carles III de Navarra i vídua de Martí el Jove. Aquesta li aportà en dot el Regne de Navarra. D'aquesta unió tingueren:
- el príncep Carles de Viana (1421-1461)
- la infanta Joana d'Aragó (1423-1425)
- la infanta Blanca II de Navarra (1424-1464), reina de Navarra
- la infanta Elionor I de Navarra (1426-1479), reina de Navarra

L'1 d'abril de 1444 s'acordà a Torrelobatón el nou matrimoni del príncep Joan amb Joana Enríquez, si bé l'enllaç entre tots dos no es realitzà fins al 7 de juliol de 1447 a Calataiud. Aquesta era filla de Fadrique Enríquez, almirall de Castella i rival polític d'Álvaro de Luna. D'aquest matrimoni en nasqueren:
- la princesa Elionor d'Aragó (v. 1447-?), morta molt jove
- el príncep Ferran el Catòlic (1452-1516), rei d'Aragó i Comte de Barcelona
- la princesa Joana d'Aragó (1454-1517), casada el 1476 amb el seu cosí Ferran I de Nàpols.
- la princesa Maria d'Aragó (1455-?), morta molt jove

Abans, en 1417, havia tingut amb Leonor d'Escobar un fill, al que varen posar Alfons d'Aragó, primer duc de Vilafermosa. Sembla que es tractava d'un matrimoni morganàtic que Joan va intentar anul·lar per casar-se amb Blanca I de Navarra i així poder ser rei.
A més, amb alguna noble del llinatge dels Avellaneda, tingué a Joan d'Aragó, arquebisbe de Saragossa.

## Biografia

### Lloctinència de Sicília
De 1414 a 1416 va representar el seu pare al govern com a lloctinent general de Sicília i Sardenya. Al seu retorn a la península va ajudar el seu germà Alfons en els conflictes que aquest mantenia amb Álvaro de Luna, assessor del rei Joan II de Castella, pels conflictes dels infants d'Aragó.

### Rei de Navarra
El 1419 pel seu casament amb Blanca I de Navarra rebé en dot l'herència d'aquesta. De la unió de Joan i Blanca de Navarra va néixer Carles de Viana, primer príncep de Viana, que segons les capitulacions matrimonials de 1419 i confirmat en motiu del jurament i coronació de Blanca I de Navarra en 1428, havia d'heretar el Regne de Navarra a la mort de la seva mare. Joan es mantingué, però, allunyat dels afers de Navarra, que foren solucionats per la seva esposa, mentre ell ajudava el seu germà Alfons IV en la conquesta fallida del Regne de Nàpols el 1435. El 1436 fou designat Lloctinent del Regne de València, fins al 1458, quan fou succeït per Pere d'Urrea.
El 1438, mort l'infant Pere, es produí una revolta nobiliària i els infants Joan i Enric d'Aragó s'uniren en aliança amb l'hereu de Castella, Enric de Castella, i la reina Maria d'Aragó, aparten a Álvaro de Luna y Jarana i passen a ostentar el poder. El 1441, en morir Blanca de Navarra, el Joan el Sense Fe no va renunciar al tron navarrès, deixant a Carles de Viana com a lloctinent, que tenia a Joan de Beaumont com a conseller, i el matrimoni de Joan amb Joana Enríquez en 1444 distancià pare i fill, i el 1444 els infants perden el suport del príncep Enric de Castella i tornen a ser derrotats en la Guerra dels Infants d'Aragó per Álvaro de Luna. La posterior derrota a la batalla d'Olmedo el 1445, va suposar la seva renúncia definitiva i la marxa cap a Aragó, on Enric moriria per les ferides rebudes. Tots els seus béns foren confiscats definitivament.

### Guerra civil navarresa
Joan II de Castella, que ja havia derrotat el Sense Fe a la Guerra dels Infants d'Aragó va concentrar un exèrcit a la frontera amb el regne de Navarra el juliol de 1450 mentre el rei era a Saragossa. Encara que hi va haver alguns xocs militars el conflicte es va resoldre momentàniament amb la reconciliació entre pare i fill el març de 1451 gràcies a la intervenció de Juan Ibáñez de Monreal, que havia s'havia unit al príncep a Guipúscoa. A l'agost de 1451 els castellans van llançar una gran ofensiva prenent el castell de Buradón i assetjant Estella, retirant-se després d'haver concertat el desembre una aliança en contra de Joan el Sense Fe amb el príncep de Viana. Aquest tractat va suposar la ruptura definitiva entre el Príncep de Viana i el seu pare, que va enviar Joana Enríquez a compartir amb Carles la lloctinença de Navarra, no sent acceptat per Carles i donant inici a la Guerra Civil navarresa que va enfrontar els agramontesos, partidaris del rei Joan, i els beaumontesos, partidaris de Carles. Joan II derrota definitivament Carles en la batalla d'Oibar el 1451 on Carles rebé l'ajuda de Joan II de Castella, però fou derrotat i fet presoner, cosa que propicià que fos desheretat. Un cop Carles fou alliberat, el 1452, Joana Enríquez va mostrar tota l'animadversió possible vers aquest, i conspirà contra ell per tal que el fill que en aquells moments acabava de parir, l'infant Ferran, fos l'hereu del regne. Carles llavors marxà cap a Nàpols per restar sota la protecció del seu cosí, Ferran I de Nàpols.
El 1454 Joan II fou nomenat lloctinent general de la Corona d'Aragó per part del seu germà Alfons el Magnànim. El 3 de desembre de 1455 Joan el Sense Fe i Gastó IV de Foix, van signar el Tractat de Barcelona per acordar la successió al tron del Regne de Navarra.
El tractat de Pamplona del 9 de juny de 1464 entre Joan II i Enric IV de Castella suposava la pacificació de Navarra i la retirada definitiva del suport del rei castellà als rebels catalans. i Joan es va reconciliar amb Joan de Beaumont i va signar el tractat de Tarragona el 22 de novembre la pau amb els beaumontesos que va posar fi a la guerra civil de Navarra.

### Rei d'Aragó i Sicília
Alfons el Magnànim no va tornar de Nàpols i va morir el 27 de juny de 1458 i Joan fou designat successor a la Corona d'Aragó. Joan s'assabentà de la mort del seu germà el 15 de juliol de 1458 estant a Tudela, i inicià llavors el viatge cap a les seves noves terres per tal de presentar-s'hi com a sobirà i el 22 de novembre de 1458 entrà oficialment a Barcelona. Però, en tornar a retenir altre cop al seu fill Carles de Viana, es guanyà l'enfrontament amb les autoritats catalanes. Les Corts Catalanes, reunides a Lleida el 1460, van demanar a Joan II que alliberés el seu fill i van forçar la Concòrdia de Valladolid, gràcies a la qual el Príncep de Viana fou rebut a Barcelona el 31 de març de 1460 com a príncep hereu. El 1460, va reinstaurar l'ordre de suspensió dels mals usos que havia dictat en 1458 i el seu germà havia suspès.
El 21 de juny de 1461, mitjançant la Capitulació de Vilafranca, es va prohibir al rei entrar a Catalunya sense el permís de les Corts, un acord que afeblia el poder reial. La mort de Carles de Viana el 23 de setembre de 1461 a causa d'una malaltia pulmonar (tot i que la versió popular diu que fou enverinat per ordre de Joana Enríquez) i l'incompliment de la Capitulació de Vilafranca van provocar l'inici de la Guerra civil catalana. Una guerra que va coincidir en el temps amb la revolta dels pagesos remences.

### Guerra civil catalana 1462-1472
El rei Joan II va aconseguir mantenir la fidelitat d'Aragó, València i Sicília mentre Catalunya s'oposà a ell i el desposseí de la corona. L'exèrcit de la Generalitat de Catalunya, sota les ordres d'Hug Roger III, va assetjar la reina Joana i el seu fill Ferran a la fortalesa de Girona. La reina es va mantenir ferma en la defensa de la ciutat fins que van arribar les tropes del rei, que ajudades per tropes franceses de Lluís XI van aixecar el setge. El preu de l'ajuda francesa foren 200.000 doblers d'or a pagar en un any. Com a garantia de pagament, però, s'empenyoraren els comtats de Cerdanya i el Rosselló, que passarien al regne francès en cas de no efectuar-se el pagament, com així fou.
Al llarg de la Guerra civil la Generalitat de Catalunya oferí la corona a diversos nobles, entre ells Enric IV de Castella, que fou nomenat comte de Barcelona i senyor del principat, però a qui la noblesa castellana l'obligà a abandonar Catalunya. També foren designats Pere el Conestable de Portugal, que fou vençut per l'infant Ferran a la batalla de Calaf, i Renat I de Nàpols. Joan II va mantenir les lluites fins i tot cec i amb setanta anys, ajudat pel seu fill Ferran. El 1472 va aconseguir entrar a Barcelona, obligant als rebels a retre-li obediència. Aquell mateix any es realitzà la Capitulació de Pedralbes, que posà fi al conflicte armat entre els dos bàndols i on el rei es mostrà clement amb els vençuts.

### Cessió dels comtats de Rosselló i Cerdanya
Només entrar a Barcelona, Joan el Sense Fe va ordenar al seu exèrcit que es dirigís a l'Empordà per des d'allà intentar recuperar els comtats del Rosselló i la Cerdanya, que estaven en poder de Lluís XI de França i immediatament va convocar a les Corts Catalanes perquè, a més d'afrontar els greus problemes econòmics del principat després de deu anys de guerra civil, aportessin els recursos necessaris per a la campanya del Rosselló. A la convocatòria s'havia establert que la inauguració de les Corts tindria lloc a Barcelona el 15 de gener de 1473, però es va haver de retardar perquè el rei va acudir en ajuda de Perpinyà, que s'havia revoltat contra el sobirà francès. A finals de gener va creuar els Pirineus l'1 de febrer del 1473 Bernat d'Armendaris entrà a Perpinyà al capdavant d'un exèrcit que precedia al rei, mentre la guarnició francesa es retirava al Palau dels Reis de Mallorca i la resta del Rosselló van seguir l'exemple de la capital i només van quedar en mans franceses, a més de la ciutadella perpinyanesa, els castells de Salses, Cotlliure i Bellaguarda.
Joan el Sense Fe va decidir traslladar les Corts a Perpinyà i la inauguració definitiva va tenir lloc en aquesta ciutat, encara que un nou exèrcit enviat per Lluís XI, de 20.000 homes comandats per Felip II de Savoia va posar la ciutat en setge el 21 d'abril i les corts van haver de traslladar-se novament a Barcelona. El 19 de juny els assetjadors van intentar l'assalt de la ciutat, però van fracassar i cinc dies després van aixecar el setge davant la imminent arribada d'un exèrcit d'auxili al comandament del príncep Ferran, que s'havia desplaçat des de Castella només conèixer l'angoixant situació del seu pare assetjat a Perpinyà. El 14 de juliol es va signar una treva de dos mesos i mig entre Felip de Savoia i Joan Ramon Folc III de Cardona en nom de Joan II qui, com no es fiava del Lluís XI, va decidir romandre a Perpinyà mentre Ferran tornava a Castella. Lluís XI va enviar un exèrcit de reforç al comandament de Louis de Crussol, que juntament amb el de Felip de Savoia va intentar prendre Argelers, des d'on s'abastia Perpinyà. Els dos exèrcits francesos van ser rebutjats per l'exèrcit català comanday per Bernat d'Armendaris a Palau del Vidre, posant final a les hostilitats amb la signatura del tractat de Perpinyà el 17 de setembre, que va establir que mentre el comte-rei no hagués tornat els 300.000 escuts d'or, els Comtats restarien sota l'autoritat d'un governador general reconegut per tots dos sobirans i ni el rei d'Aragó ni el de França no podrien entrar als Comtats, fent que el país restés neutral.
Lluís XI incomplí el tractat i a principis de 1474 va començar a concentrar un exèrcit al Llenguadoc per apoderar-se dels comtats de Rosselló i de Cerdanya i es va negar a rebre personalment els ambaixadors de Joan el Sense Fe que havien estat enviats a la cort francesa per demanar renunciés definitivament a les seves pretensions sobre els comtats sense esperar a canvi el pagament acordat el setembre de 1473. El 14 de juny de 1474, tres mesos abans que es complís el termini d'un any establert al tractat, les tropes del monarca francès van travessar la frontera i es van endinsar al Rosselló i ocupà Elna i feu executar el governador Bernat d'Oms i de Santapau al castell de Perpinyà. La invasió no va agafar Joan II desprevingut, ja que des de finals de febrer de 1474 havia començat a preparar la defensa dels comtats des de l'Empordà, i al maig havia obtingut de les Corts catalanes, que havien reprès les seves sessions a Barcelona el 21 octubre de l'any anterior, un fons de tres-centes cinquanta mil lliures. El pla d'atac de l'exèrcit invasor era impedir l'abastament de Perpinyà prenent els ports rossellonesos i evitar l'arribada d'un exèrcit de socors des de la resta de Catalunya prenent els passos dels Pirineus, i en dues setmanes van caure Argelés, Canet de Roselló i Ceret als Pirineus. Davant la gravetat de la situació, Joan II, molt malalt en aquells moments, va promulgar el 19 de juny l'usatge Princeps namque, que suposava la mobilització de tots els homes d'armes del principat. El 10 de maig del 1475, després de patir vuit mesos de setge, els perpinyanesos acceptaren l'ordre de Joan el Sense Fe de rendir-se als francesos; per haver resistit aquest llarg i penós setge, Joan el Sense Fe concedí a Perpinyà el títol de Fidelíssima Vila. La repressió francesa fou molt dura i hi hagué revoltes contra els ocupants com la del 1477.

## Iconografia

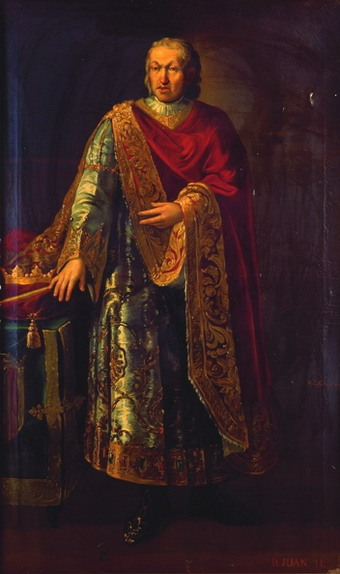
Joan II (recreació romàntica de Manuel Aguirre y Monsalbe)
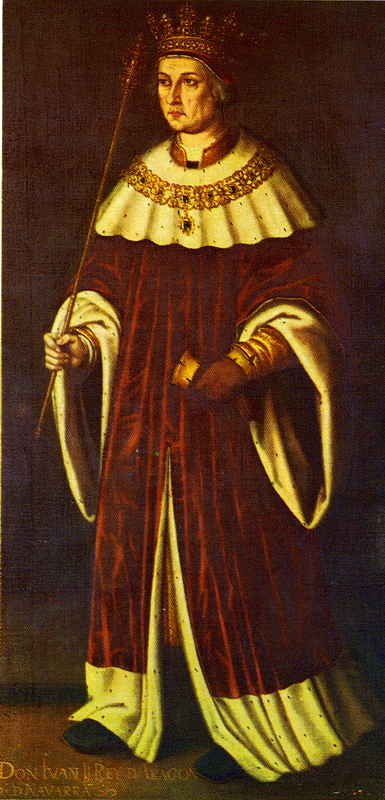
Joan II, per Rolan de Mois (segona meitat del segle xvi)

## Heràldica de Joan II d'Aragó
La complexa trajectòria política de Joan II d'Aragó tingué la seva plasmació en la seva heràldica personal, que anà variant al llarg de les diferents etapes de la seva vida. Inicialment a Castella, com a senyor de Lara, comte de Mayorga i duc de Penyafiel, portà unes armes partides d'Aragó i Castella i Lleó, amb bordura de Lara. Desposseït d'aquests territoris el 1422, adoptà després el quarterat en aspa d'Aragó i Castella i Lleó. El 1425, com a rei consort de Navarra, hi afegí un partit amb un quarterat de Navarra i Evreux, les armes de la seva muller Blanca I de Navarra, que s'havia quedat vídua de Martí el Jove. D'aquesta composició, una de les variants seria posar les armes de Navarra i Evreux no en quarterat, sinó d'una forma més simple, en partit. Una versió errònia resulta en confondre l'aspa de Castella i Lleó amb les armes de Sicília. Paral·lelament, a Navarra emprà una versió on figuren les armes quarterades d'Aragó i Navarra tal com s'observa en un segell de 1427.

Armes personals de Joan II d'Aragó com a senyor de Lara, comte de Mayorga i duc de Penyafiel (fins al 1422)
Armes personals de Joan II d'Aragó com a Infant d'Aragó (des del 1422 al 1425)
Armes personals de Joan II d'Aragó com a rei consort de Navarra afegint un partit amb les armes de la seva muller
Armes de dignitat territorial i de llinatge de Joan II d'Aragó com a rei consort de Navarra
Armes de dignitat territorial Joan II d'Aragó com a rei d'Aragó i Sicília

## Mort i successió
El rei va morir a Barcelona el 19 de gener de 1479, i està enterrat al Monestir de Poblet. Al Regne de Navarra fou succeït per la seva filla, Elionor I de Navarra, nascuda del seu primer matrimoni. A la Corona d'Aragó fou succeït pel seu fill Ferran el Catòlic, a qui havia promès en matrimoni el 1469 amb la infanta Isabel de Castella, futura Isabel I de Castella.

## Títols i successors
En pujar al tron el seu pare Ferran I d'Aragó el 1412, aquest li concedí el títol de duc de Montblanc. Després d'haver-se casat amb Blanca I de Navarra, rebé en dot l'herència d'aquesta i el 1425 foren coronats reis de Navarra. Aquell mateix any rebé el comtat de Ribagorça del seu germà Alfons el Magnànim, el qual l'havia heretat a la mort d'Alfons V de Ribagorça, que va morir sense hereus legítims. Un cop Joan fou nomenat rei d'Aragó, el 1458 el concedí al seu fill, el príncep Ferran. El 1433 rebé també el ducat de Gandia d'Hug de Cardona, administrador provisional, que se n'havia fet càrrec des de la mort d'Alfons V de Ribagorça. El 1439 el cedí al seu fill Carles de Viana. A la mort d'aquest el 1461, el títol passà a la corona fins al 1485, quan el ducat és adquirit per Pere Lluís Borja (primer duc borgià de Gandia i fill del papa Alexandre VI), després de satisfer un deute que el rei tenia des del 1470 amb la ciutat de València, en el qual Gandia actuava com a penyora. Però la prematura mort de Pere Lluís va fer que heretés el ducat el seu germà Joan Borja.
| Joan el Sense Fe Casa d'Aragó de la Dinastia TrastàmaraNaixement: 1398 Mort: 19 de gener 1479 | |                                                    |
| Títols                                                                                        | |                                                    |
| Precedit per: Carles III de Navarra "el Noble" (sogre)                                        | Rei de Navarra (Llista de reis de Navarra) (1425-1479) amb Blanca I de Navarra (1425-1441)         | Succeït per: Elionor I de Navarra (filla)          |
| Precedit per: Alfons V d'Aragó "el Magnànim" (germà)                                          | Rei d'Aragó (Llista de reis d'Aragó) Rei d'Aragó, Comte de Ribagorça, Comte de Sobrarb (1458-1479) | Succeït per: Ferran II d'Aragó "el Catòlic" (fill) |
| Precedit per: Alfons V d'Aragó "el Magnànim" (germà)                                          | Rei de València (Llista de reis de València) (1458–1479)                                           | Succeït per: Ferran II d'Aragó "el Catòlic" (fill) |
| Precedit per: Alfons V d'Aragó "el Magnànim" (germà)                                          | Rei de Mallorca (Llista de reis de València) (1458–1479)                                           | Succeït per: Ferran II d'Aragó "el Catòlic" (fill) |
| Precedit per: Alfons V d'Aragó "el Magnànim" (germà)                                          | Rei de Sardenya (Llista de reis de Sardenya) (1458–1479)                                           | Succeït per: Ferran II d'Aragó "el Catòlic" (fill) |
| Precedit per: Alfons V d'Aragó "el Magnànim" (germà)                                          | Rei de Sicília (Llista de reis de Sicília) (1458–1468)                                             | Succeït per: Ferran II d'Aragó "el Catòlic" (fill) |
| Precedit per: Alfons V d'Aragó "el Magnànim" (germà)                                          | Comte de Barcelona Primer cop (Llista de comtes de Barcelona) (1458–1462)                          | Succeït per: Enric I "l'Impotent" (nebot)          |
| Precedit per: Renat I "el Bo" (cosí-germà)                                                    | Comte de Barcelona Segon cop (Llista de comtes de Barcelona) (1472-1479)                           | Succeït per: Ferran II d'Aragó "el Catòlic" (fill) |
| Precedit per: Martí l'Humà (besoncle)                                                         | Duc de Montblanc (Llista de ducs de Montblanc) (1415-1458)                                         | Succeït per: Ferran II d'Aragó "el Catòlic" (fill) |
| Precedit per: Hug de Cardona                                                                  | Duc de Gandia Primer cop (Llista de ducs de Gandia) (1433-1439)                                    | Succeït per: Carles de Viana (fill)                |
| Precedit per: Carles de Viana (fill)                                                          | Duc de Gandia Segon cop (Llista de ducs de Gandia) (1461-1479)                                     | Succeït per: Ferran II d'Aragó "el Catòlic" (fill) |
| Precedit per: Alfons V de Ribagorça                                                           | Comte de Ribagorça (Llista de comtes de Ribagorça) (1425-1458)                                     | Succeït per: Ferran II d'Aragó "el Catòlic" (fill) |